# Propagandhi
Propagandhi is een Canadese punkband uit Portage la Prairie, Manitoba, gevormd in 1986 door gitarist Chris Hannah en drummer Jord Samolesky. De band werd later compleet door de komst van bassist Todd Kowalski en gitarist Sulynn Hago. De band is gevestigd in Winnipeg, Manitoba.
Hoewel het vroegere werk van de band een klassiek punkgeluid had en erg naar skatepunk neigde, kregen de latere Propagandhi-albums steeds meer heavymetalinvloeden. De band en de leden van de band zijn zeer links georiënteerd, en zingen daar ook veel over. De teksten van de band zijn vaak anarchistisch en spreken zich vooral uit tegen seksisme, racisme, nationalisme, homofobie, imperialisme, kapitalisme en georganiseerde religie.

## Geschiedenis

### Vroege jaren (1986-1997)
In 1986 verworven Samolesky en Hannah een nieuwe bassist genaamd Scott Hopper voor hun nieuwe band, via een flyer in een lokale platenzaak waarin stond dat ze op zoek waren naar een bassist voor hun nieuwe progressieve thrashmetalband. Hopper werd drie jaar later vervangen door Mike Braumeister. Deze line-up was de eerste waarmee de band een optreden mee deed. Nadat de band wat bekender geworden was door middel van een aantal demo's en grotere shows, waaronder een met Fugazi, verhuisde Braumeister naar Vancouver en werd vervangen door John K. Samson, die daarmee de derde bassist voor de band werd.
In 1992 speelde Propagandhi een show met de Amerikaanse punkband NOFX en speelden daarbij een cover, namelijk het nummer "I Want You to Want Me" van Cheap Trick. NOFX frontman Fat Mike was onder de indruk van hun prestaties en bood ze een contract aan bij zijn onafhankelijke platenlabel genaamd Fat Wreck Chords. De band tekende en nam al snel een debuutalbum op in Los Angeles, getiteld How to Clean Everything, dat werd uitgegeven in 1993. De band bracht de daaropvolgende drie jaar door met tournees en het opnemen van kortere albums, waaronder de ep How to Clean a Couple o' Things via Fat Wreck Chords, een split 10" plaat met I Spy (I'd Rather Be Flag-Burning), een split 7" met F.Y.P (Propagandhi/F.Y.P), en een 7" getiteld Where Quality is Job #1. De drie laatstgenoemde albums werden via Recess Records uitgegeven.
In 1996 namen ze hun tweede studioalbum op, Less Talk, More Rock, en gaven het in hetzelfde jaar nog uit via Fat Wreck Chords. De titel was ironisch bedoeld, omdat ze vaak lange toespraken en verklaringen gaven tijdens live optredens. Het album was een stuk politieker dan voorgaand album. Ramsey Kanaan, oprichter van de anarchistische uitgeverij AK Press, is te horen op het nummer "A Public Dis-Service Announcement from Shell". Een deel van de opbrengst van het album werd geschonken aan AK Press en andere activistische groeperingen.

### Today's Empires, Tomorrow's Ashes(1997-2005)
Na de uitgave van Less Talk, More Rock verliet Samson de band en richtte met enkele andere artiesten The Weakerthans op. Todd Kowalski, voormalig lid van I Spy en de politieke grindcore band Swallowing Shit, verving hem. Hannah en Samolesky richtten ook het platenlabel G7 Welcoming Committee Records op, waarop het debuutalbum van The Weakerthans uitgebracht werd. 
In 2001 gaf Propagandhi het derde studioalbum getiteld Today's Empires, Tomorrow's Ashes uit. Het album klinkt dankzij de komst van de nieuwe bassist Kowalski een stuk anders dan voorgaande albums. Ook waren er veel politieke video's en essays met betrekking tot onderwerpen als COINTELPRO en de Black Panther Party bijgevoegd.

### Potemkin City Limits(2005-2008)

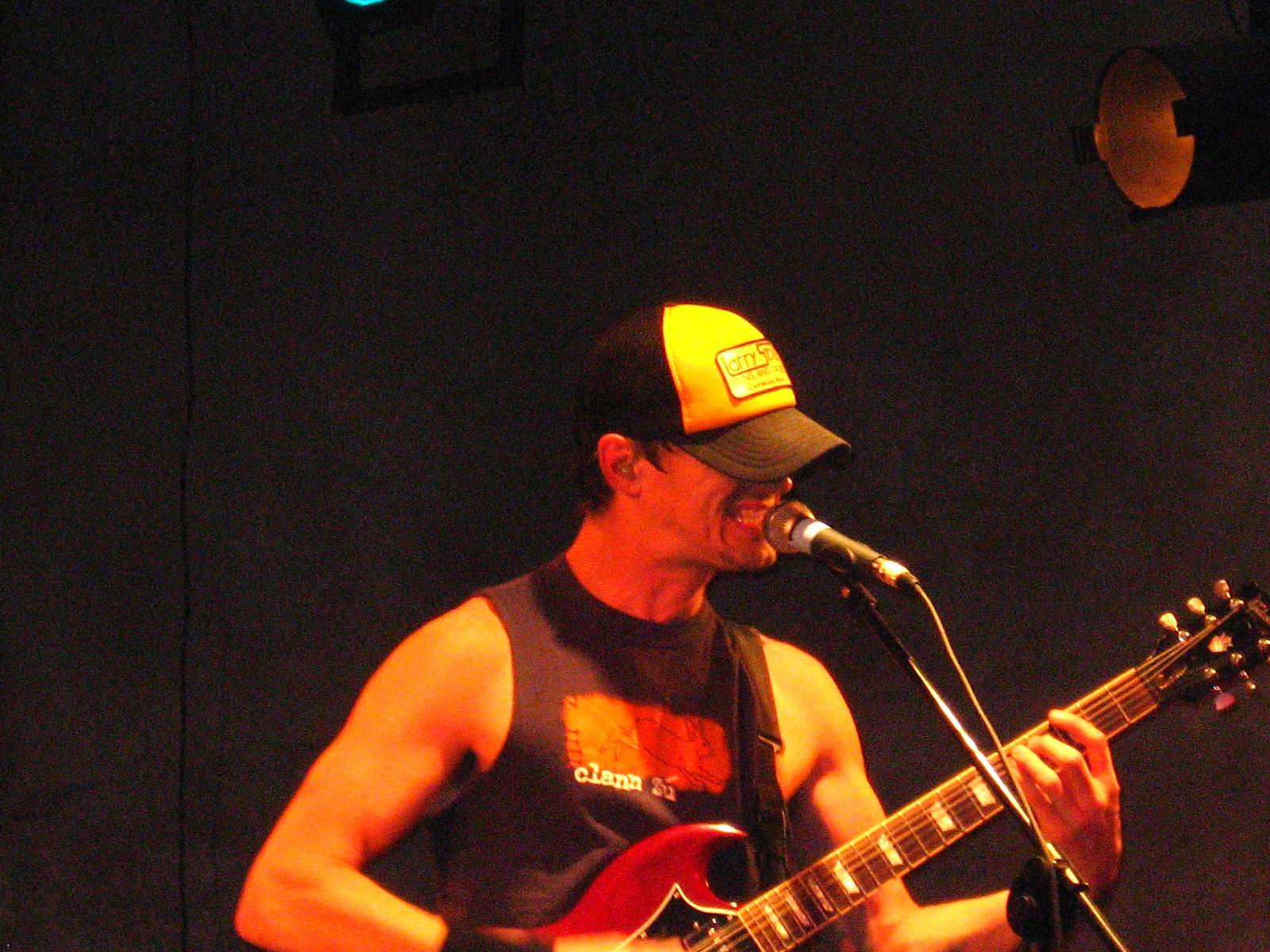
Chris Hannah treedt op in Santiago, 2007

Propagandhi gaf het album Potemkin City Limits uit op 8 oktober 2005. Net als voorgaand album is Potemkin City Limits voorzien van multimedia-inhoud, waaronder enkele PDF-bestanden met betrekking tot onderwerpen zoals Parecon en veganisme, en links naar websites van organisaties die Propagandhi steunt. De eerste track van het album, "A Speculative Fiction", won in 2006 de SOCAN Songwriting Prize, waarmee de band $5.000 aan prijzengeld verdiende. Het geld werd geschonken aan verschillende ontwikkelingshulporganisaties.
Voor een korte periode in de nasleep van de uitgave van Potemkin City Limits gebruikte Hannah het pseudoniem Glen Lambert, waardoor er verwarring ontstond bij sommige fans, recensenten en commentatoren. Op 14 augustus 2006 maakte de band bekend dat Lambert zou worden vervangen door "voormalig" lid Chris Hannah. Dit viel samen met de komst van een tweede gitarist, David Guillas. Dit was de eerste keer in het 20-jarig bestaan van de band dat die uit vier leden bestond. Guillas, bijgenaamd "The Beaver", was een voormalig lid van twee andere bands, namelijk Giant Sons en Rough Music. Hannah had eerder verklaard dat hij een fan van Guillas was en dat zijn muziek onder andere werd beïnvloed door het werk van Guillas in Giant Sons.
In 2007 bracht de band een dvd uit getiteld Live from Occupied Territory, dat onder andere videomateriaal bevat van een optreden in Winnipeg op 19 juli 2003. De opbrengsten van de dvd werd geschonken aan goede doelen. De dvd bevat ook twee documentaires, namelijk Peace, Propaganda and the Promised Land en As Long as the Rivers Flow.

### Supporting CasteenFailed States(2008-2015)
De band werkte de daaropvolgende jaren aan hun vijfde plaat, Supporting Caste. De band maakte een officiële site waarop fans de optie kregen om $1 tot $10 te doneren aan een van de drie activistische organisaties die door Propagandhi uitgekozen waren, waardoor ze twee nummers van het album in een hoge kwaliteit konden downloaden, vóór de daadwerkelijke uitgave van het album zelf. Het werd officieel uitgebracht op 10 maart 2009.
Het digitale album The Recovered EP volgde op 6 april 2010. Het bevatte oude opnames van de How To Clean Everything en Less Talk, More Rock albums. Een split 7" met Sacrifice volgde in hetzelfde jaar in december, waarop Propagandhi een cover van het nummer "Corrosion of Conformity" speelde. In samenwerking met vrienden en andere muzikanten maakte Propagandhi in 2012 een tabulatuur voor de gitaar en basgitaar voor het album Supporting Caste.
De groep had plannen voor een nieuwe plaat kort na het voltooien van Supporting Caste. Na een aantal maanden toeren en werken aan nieuwe muziek werd hun zesde studioalbum, Failed States, uitgegeven op 4 september 2012 via Epitaph Records.

### Victory Lap(2015-heden)
Er werd besloten dat David Guillas vanaf september 2015 geen deel meer uit zou maken van de line-up die op tour werd gebruikt, waardoor de band op zoek moest naar een tweede gitarist die alleen live speelde. Guillas was namelijk nog steeds een lid van de band, hij ging alleen niet meer op tour. Hij werkte dus nog wel mee aan de albums. Op 30 september maakte de band op de officiële website bekend dat ze een nieuwe gitarist hadden gevonden, genaamd Sulynn Hago.
Op 10 mei berichtte Propagandhi via Facebook dat de band klaar was met het opnemen van het nieuwe studioalbum en dat het album zou worden uitgegeven tijdens of na de zomer van 2017. Op 27 juli dat jaar maakte de band bekend dat het album, getiteld Victory Lap, zou worden uitgegeven via Epitaph Records op 29 september. Later werd de titeltrack van het album online gezet. Op dit album werd Sulynn Hago genoemd als bandlid en David Guillas als een aanvullende muzikant die extra gitaarpartijen had bijgedragen.

## Leden
| Huidige leden - Chris Hannah - zang , gitaar (1986-heden) - Jord Samolesky - drums, zang (1986-heden) - Todd Kowalski - basgitaar, zang (1997-heden) - David Guillas - gitaar, zang (2006-heden in studio; 2006-2015 live) - Sulynn Hago - gitaar, zang (2015-heden) | Voormalige leden - Scott Hopper - basgitaar, zang (1986-1989) - Mike Braumeister - basgitaar (1989-1991) - John K. Samson - basgitaar, zang (1991-1997) |

## Discografie
Studioalbums
- How to Clean Everything (1993)
- Less Talk, More Rock (1996)
- Today's Empires, Tomorrow's Ashes (2001)
- Potemkin City Limits (2005)
- Supporting Caste (2009)
- Failed States (2012)
- Victory Lap (2017)